# Byam Shaw

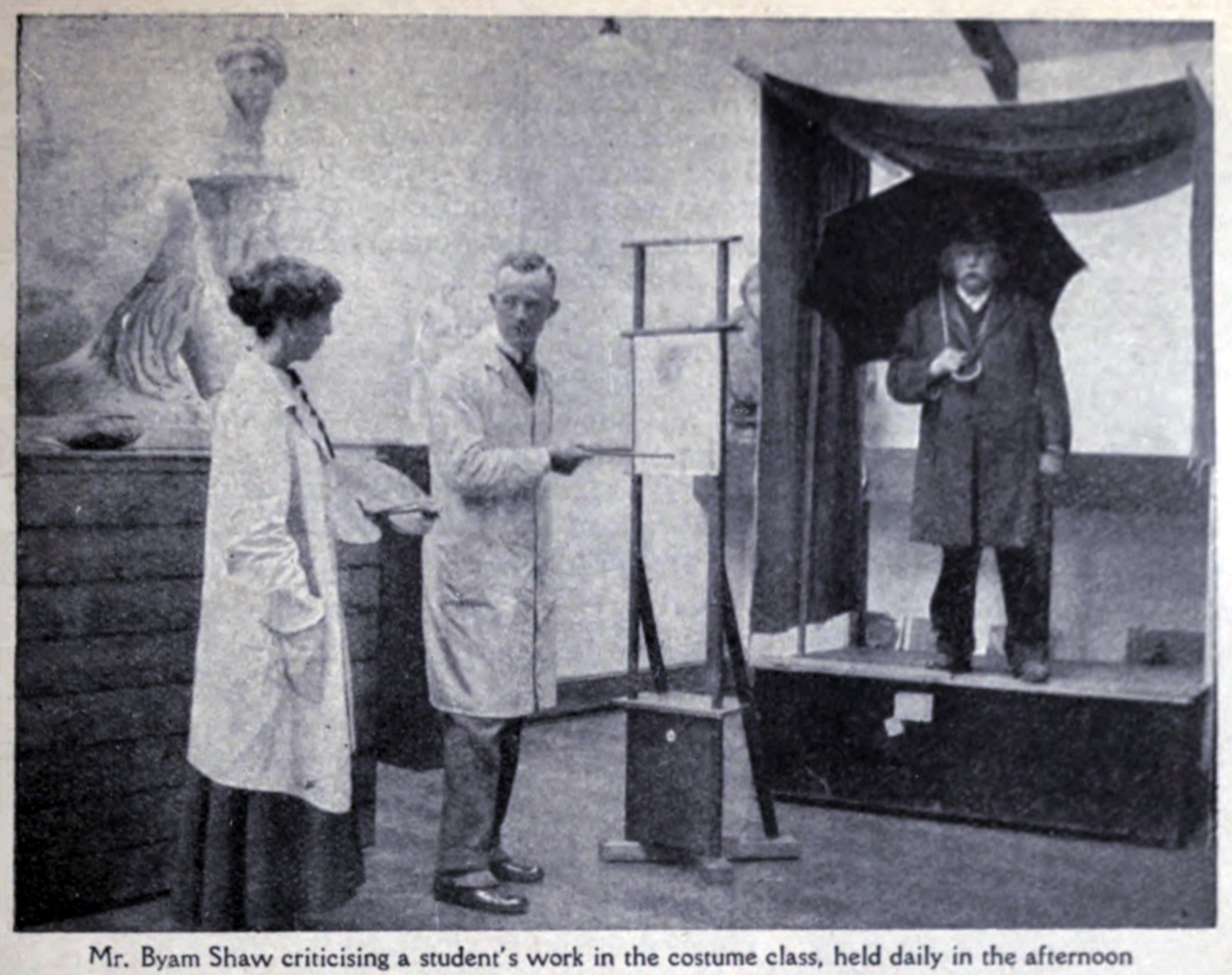
Byam Shaw (Mitte), ca. 1910.

Byam Shaw, vollständiger Name John Byam Liston Shaw (* 13. November 1872 in Madras, Britisch-Indien; † 26. Januar 1919 in London) war ein britischer Maler, Illustrator, Designer und Lehrer.

## Leben und Wirken
John Byam Liston Shaw war der Sohn von John Shaw und dessen Ehefrau Sophia Alicia Byam Gunthorpe. Zur Zeit seiner Geburt war sein Vater Beamter am Madras High Court in südwestindischen Madras. Im Alter von sechs Jahren kehrte Byam Shaw mit seinen Eltern nach London zurück.
Bereits früh zeigte er künstlerisches Talent. 1887, im Alter von 15 Jahren, sah der zu diesem Zeitpunkt bereits berühmte britische Maler John Everett Millais Shaws Werk und empfahl, er solle St John’s Wood Art School, eine Londoner Kunstschule besuchen. Neben zahlreichen anderen Künstlern traf er dort auch seine spätere Ehefrau Caroline Evelyn Eunice Pyke-Nott (1870–1959), ältere Schwester der Malerin Isabel Codrington.
Ab 1890 studierte Shaw an der Royal Academy of Arts, wo er 1892 den nach dem britischen Maler Edward Armitage benannten „Armitage Price“ für „The Judgement of Solomon“ (Das Urteil des Salomo) gewann. Shaw arbeitete mit unterschiedlichen Techniken und Materialien, darunter Öl, Wasserfarbe und Tinte. In seinem Stil wurde er u. a. von den Präraffaeliten beeinflusst. Zahlreiche seiner Sujets gehen auf Gedichte William Michael Rossettis zurück. Zwischen 1896 und 1916 wurden seine Werke in mehreren Einzelausstellungen präsentiert.
Ab 1904 war er Dozent am King’s College London. 1910 gründete Shaw zusammen mit dem Landschaftsmaler Rex Vicat Cole die Byam Shaw and Vicat Cole School of Art, die später in Byam Shaw School of Art umbenannt wurde und die 2003 im Central Saint Martins College of Art and Design aufging. Shaws Ehefrau Evelyn unterrichtete an seiner Schule Miniaturmalerei, Eleanor Fortescue-Brickdale, eine Illustratorin, die Shaw bereits von der Royal Academy of Arts kannte, unterrichtete ebenfalls an der Byam Shaw School of Art.
Bei Ausbruch des Ersten Weltkrieges, meldete sich Byam Shaw zu den Artists Rifles, wechselte aber bald darauf zur Special Constabulary. Während dieser Zeit zeichnete Shaw zahlreiche Kriegs-Cartoons, die hauptsächlich in Zeitungen abgedruckt wurden.
Nur wenige Wochen nach Kriegsende starb Byam Shaw an der Spanischen Grippe. Er wurde auf dem Kensal Green Cemetery bestattet.

## Familie
Byam Shaw und Evelyn Pyke-Nott heirateten 1899. Aus der Ehe stammen fünf Kinder, vier Söhne und eine Tochter, darunter der Schauspieler und Theaterleiter Glen Byam Shaw (1904–1986) und den Historiker James Byam Shaw (1903–1992). Der älteste, 1900 geborene Sohn George Byam Shaw fiel als Major einer britischen Einheit 1940 bei Dünkirchen an der französischen Kanalküste. 1941 fiel der jüngste Sohn David Byam Shaw, OBE (1905–1941) als Kommandeur des Royal Navy-Zerstörers HMS Stanley, der deutschen U-Boot U 574 versenkt wurde. Die einzige Tochter Barbara Byam Shaw (1901–1989) heiratete 1931 den späteren Rear Admiral der Royal Navy, Anthony Follett Pugsley, CB, DSO (1901–1990).